# Campionati italiani estivi di nuoto 1901
I III Campionati italiani di nuoto si sono svolti a Como il 15 agosto 1901. Quest'edizione non ha rispettato la cadenza annuale poiché i campionati del 1900 non sono stati disputati a causa della morte del re Umberto I, che era patrono della manifestazione. Come nelle prime due edizioni è stata disputata una sola gara, quella del Miglio marino.

## Podi
| Evento | Oro             | Tempo  | Argento         | Tempo  | Bronzo         | Tempo  |
|        |                 |        |                 |        |                |        |
| miglio | Coriolano Bozzo | 33'45" | Alfredo Mancini | 33'55" | Enzo Piccinini | 35'30" |